# Scheukofen
Der Scheukofen ist eine der am längsten bekannten Höhlen im Hagengebirge im Bundesland Salzburg, Österreich.
Er ist etwa 1400 m lang und weist einen Gesamthöhenunterschied von 120 m auf. Das etwa 20 m breite und 5 m hohe Eingangsportal liegt auf einer Höhe von 740 m ü. A. in der Nähe von Sulzau südlich des Pass Lueg. Bei extrem starkem Hochwasser entspringt dem Höhlenportal ein Wildbach.
Der Scheukofen ist eine besonders geschützte Höhle nach dem Salzburger Naturschutzgesetz.

## Name
Der Name „Scheuk-Ofen“ kommt vermutlich von „scheukig“ („verscheuchen“) und wiese dann auf das Unheimliche hin, das eine Höhle in früheren Zeiten den Menschen vermittelte. Ofen ist eine andere Bezeichnung für Felsgebilde. In Salzburg haben einige Höhlen in ihrem Namen „Ofen“ statt „Höhle“.

## Geschichte und Erforschung
In früheren Jahrhunderten wurde die Höhle häufig von Schatzsuchern aufgesucht, von denen auch einige ihr Leben lassen mussten, wie mündliche Überlieferung unter den Einheimischen zu berichten weiß und auch Skelettfunde noch bis Ende des 19. Jahrhunderts zeigten. Erste datierte Besuche erfolgten Anfang des 19. Jahrhunderts durch Franz Michael Vierthaler, am 28. August 1801 besuchte Erzherzog Johann die Höhle. Seit einigen Jahrzehnten ist der Scheukofen beliebtes Ziel von Höhlentouristen, weshalb die Höhle zu den am stärksten mit Zivilisationsmüll verschmutzten gehört. Auch ist der früher vorhandene reiche Sinterschmuck weitgehend zerstört worden.
Der Scheukofen liegt an der Schichtgrenze zwischen Dolomit und Dachsteinkalk. Auf Grund dieser vielversprechenden Lage wurde immer wieder von den Salzburger Höhlenforschern versucht, dem Scheukofen weitere Geheimnisse abzuringen. Beim Versuch, den Großen See, einen Siphonsee, der lange Zeit einen Endpunkt der Höhle bildete, zu durchtauchen, starben am 12. April 1975 zwei Höhlentaucher des Salzburger Vereins für Höhlenkunde, Leopold Wiener und Günther Hackl. In weiterer Folge wurde eine leistungsfähige Absauganlage installiert, um künftig den "Großen See" gefahrlos überwinden zu können. Nach etwa 600 m Neuland war jedoch wieder Schluss. Aus Sicherheitsgründen wurde die Höhle vor dem Großen See mit einem Gitter abgesperrt. Da dieses jedoch immer wieder gewaltsam von Unbefugten aufgebrochen wurde, sah sich der Salzburger Höhlenverein gezwungen, die Absauganlage wieder abzubauen. Der Teil des Scheukofens jenseits des großen Sees gehört mittlerweile zu den „besonders geschützten“ Höhlen und darf ohne Genehmigung durch die Landesregierung nicht mehr betreten werden.